# Маэкава, Кунио
Кунио Маэкава (яп. 前川 國男 Маэкава Кунио, 14 мая 1905 — 27 июня 1986) — японский архитектор, представитель модернизма, занимает видное место в современной японской архитектуре. Ученик Ле Корбюзье. Известен как проводник современной архитектуры и современных строительных технологий в Японии. Годы творческой активности: 1932—1986. Творческое наследие Маэкавы это в основном крупные общественные здания — музеи, культурные центры, концертные залы, школы, библиотеки. Характерные особенности его манеры — это применение пластичного архитектурного бетона, большие поверхности остекления и облицовка наружных стен глазурованной керамической плиткой. Из наиболее значительных работ — здание токийского Метрополитен Фестиваль-Холла в парке Уэно, в Токио.

## Биография

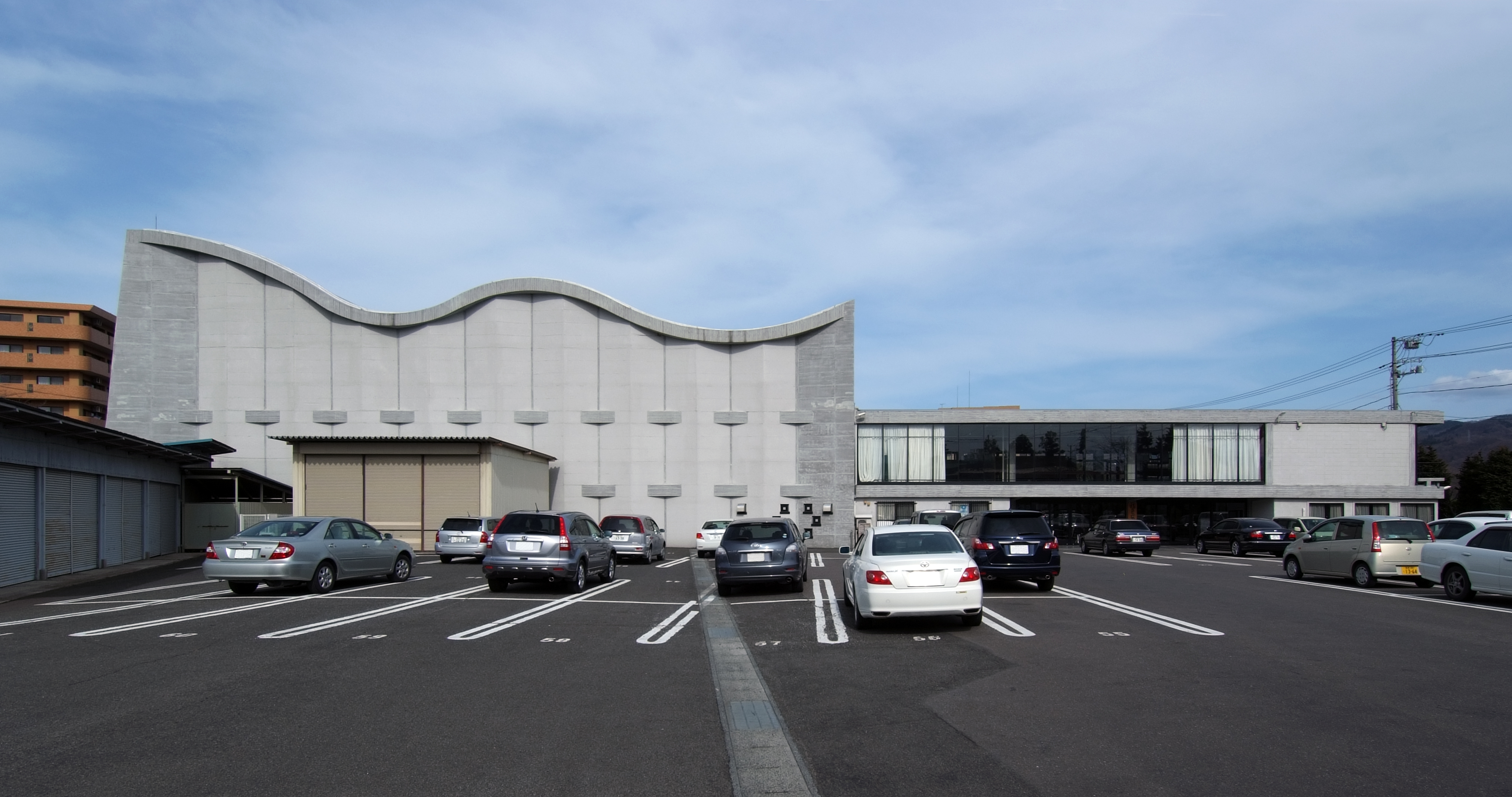
Центр образования в Фукусиме. 1956

Кунио Маэкава родился 14 мая 1905 г. в Ниигата, на северо-западной оконечности о. Хонсю. Он был старшим из трёх сыновей, семьи обоих его родителей, матери и отца, имели самурайские корни. После переезда в Токио, семья жила в токийском районе Хонго, где Маэкава посещал элитные школы и в 1918 г. окончил среднюю школу — ускоренным курсом, пропустив пять лет образования. В 1925 г. он заканчивает колледж. С 1925 по 1928, заметно одарённый, Маэкава изучает архитектуру в Токийском университете. В качестве академического проекта Маэкава представил футуристический проект радиостанции в 10 киловатт — для Японии это было новаторским шагом, поскольку радио здесь появилось всего тремя годами раньше, в 1925 г. Его дипломная работа включала также эссе о швейцарском архитекторе Шарле-Эдуаре Жаннере, известном как Ле Корбюзье.
После окончания университета Маэкава отправляется в Париж, где устраивается чертежником-стажером в мастерскую Ле Корбюзье. С ним он проработал два года, с 1928 по 1930, в течение которых принимал участие в таких его проектах, как Мунданеум (fr: Cité Mondiale) для Женевы, жилая ячейка «дом-ситроен» и др. Пробовал свои силы и самостоятельно, в различных архитектурных конкурсах, отрабатывая проекты в тщательно изготовленных макетах.
После возвращения в Японию Маэкава работает какое-то время (с 1930 по 1935) в проектной мастерской Антонина Рэймонда (en: Antonin Raymond), архитектора, сотрудничавшего, в частности, с Фрэнком Ллойдом Райтом, при проектировании Империал-отеля. 
В 1935 году Маэкава ушёл от Рэймонда и создал собственное бюро Mayekawa Associates, в токийском районе Гиндза. Среди его проектов в это время — Мемориэл Холл для международного конкурса здания Лиги Наций (1937), а также жилой блок для сотрудников Коммерческого банка Како в Шанхае (en: Kako Commercial Bank, 1939) — самый крупный реализованный им проект в довоенный период. Спроектировал он в этот период и несколько частных домов, в том числе дом, построенный им для себя (1942). Его строительство осуществлялось с финансовой помощью отца Маэкава. В этой простой деревянной постройке, внешне напоминающей простой крестьянский дом, архитектор осуществил идею piloti, открытых несущих стоек внутри дома, — с целью создания двухсветного пространства, на манер того, что он видел у Ле Корбюзье в его проекте «дома-ситроен». Позже этот дом был разобран и вновь установлен в культурном парке Уэно в Токио, как культурный памятник.

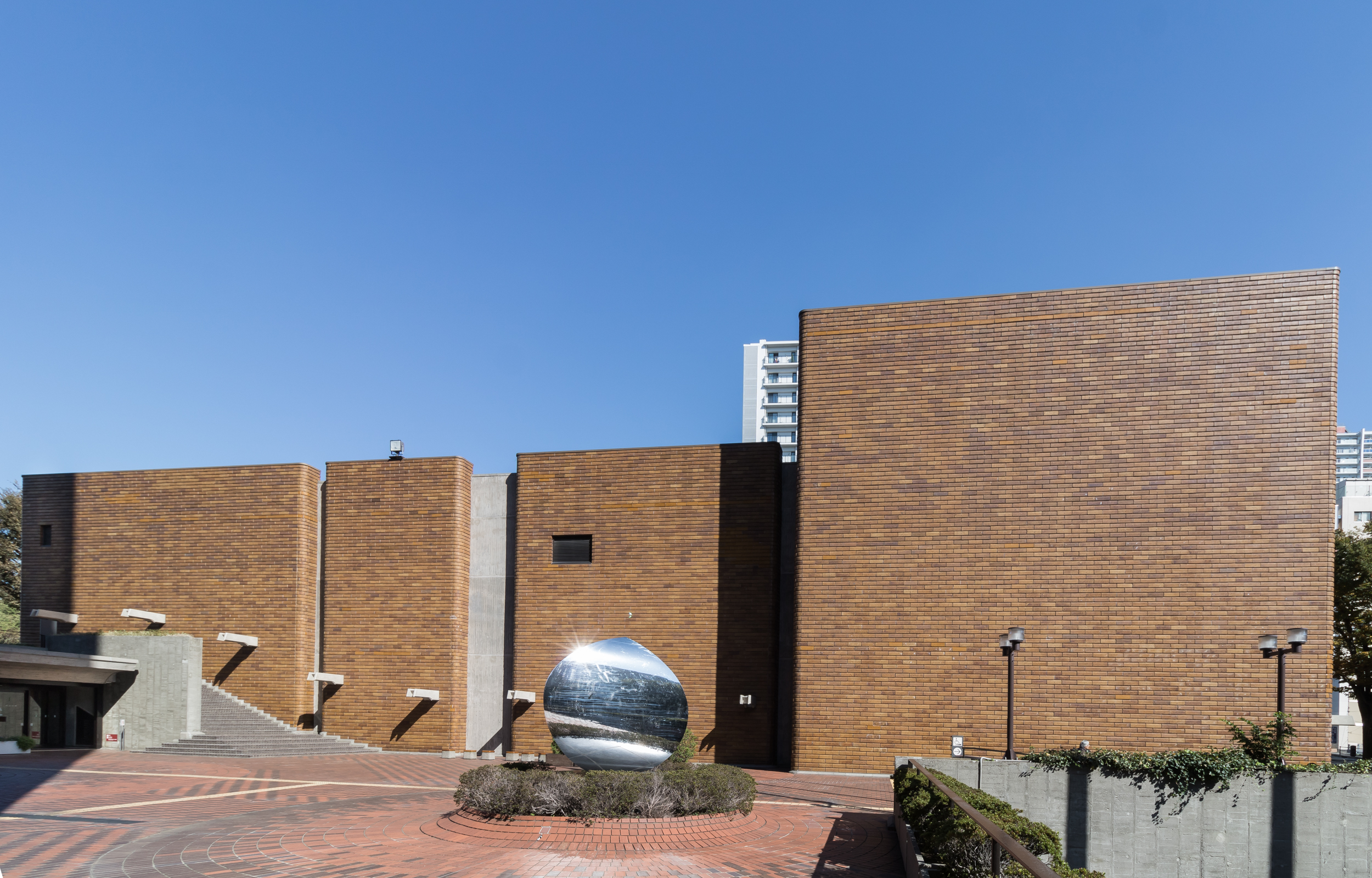
Комплекс Сайтама-Холл в Такасаго, Урава-ку, Сайтама, префектура Сайтама. 1966

После девяти лет ведения дел из своего домашнего бюро, Маэкава открыл в Токио, в районе Ёцуя, офис под названием Maekawa Institute of Design (MID) Sekkei Kenkyujo (1944), сокращённо MIDO Dojin или «Коллегия MIDO». В 1945 году офис был разрушен в результате бомбардировки, и Маэкава перебрался обратно в свою домашнюю мастерскую. Во время войны Маэкава выполнял преимущественно утилитарные проекты для военных — художественная их ценность была невысокой.
В 1946—1947 гг. Маэкава спроектировал здание для фирмы Kinokuniya Bookstore, в Синдзюку, Токио. Это был первый из последующих 30 проектов, которые он выполнил для этого заказчика. В 1947—1948 годах архитектор работал над проектом госпиталя университета Кэйо (en: Keio University). Несмотря на размеры, оба этих здания были построены из дерева, — из-за существующего тогда дефицита на такие строительные материалы, как сталь и бетон.

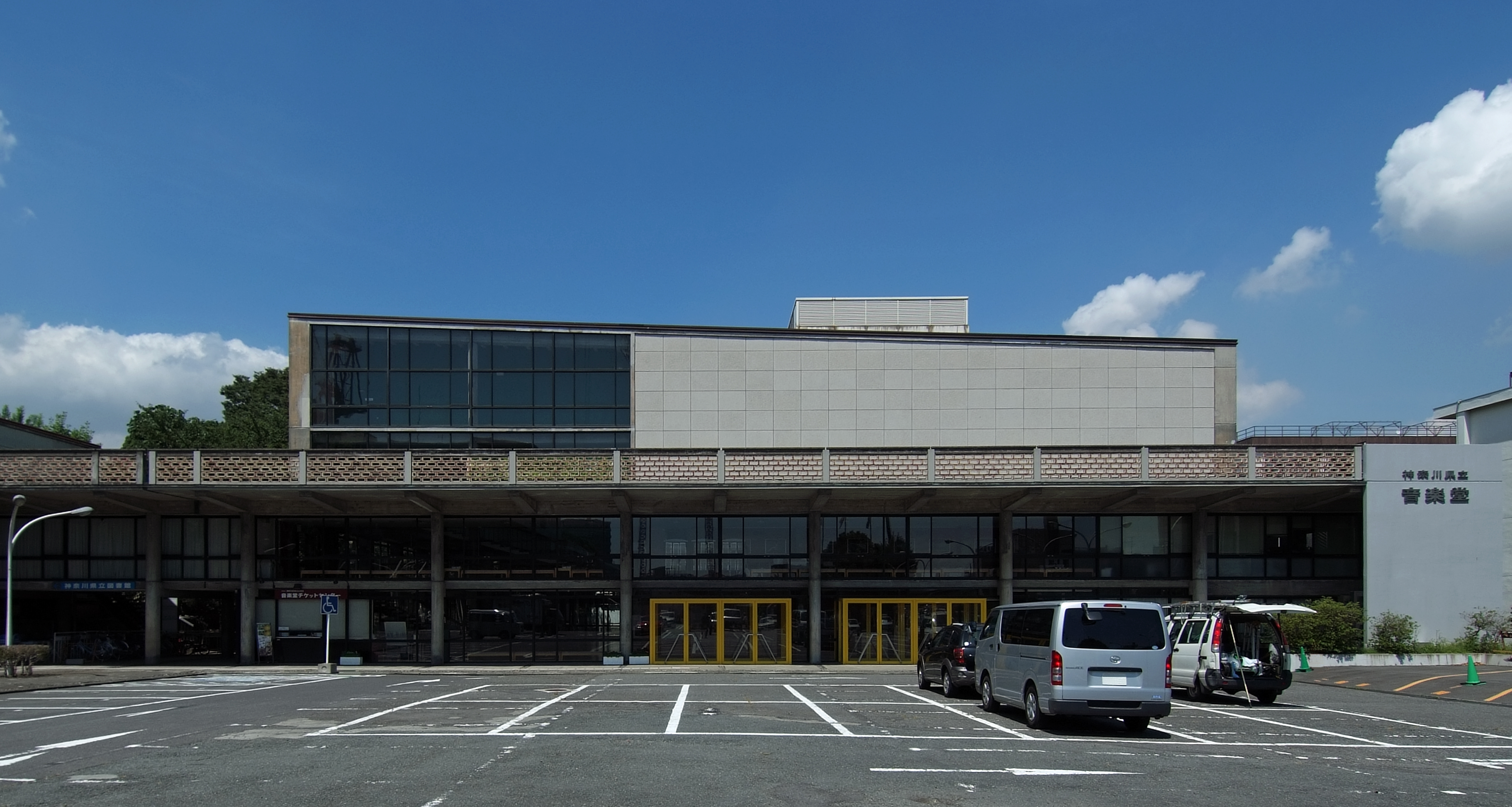
Концертный зал в Канагаве. 1954

Учитывая послевоенные трудности и острую нехватку жилья в этот период, Маэкава начал разрабатывать модель индивидуального стандартизованного дома из деревянных панелей заводского изготовления. Идея недорогого дома, который изготовлялся бы в заводских цехах, наподобие автомобиля Форда, была ему близка. На основе цехов, бездействующих после войны, в Каяме, преф. Тоттори, по инициативе Маэкавы была создана компания для производства элементов сборных домов PREMOS (en: Prefabricated Maekawa Ono Kaoru San’in Manufacturing). В 1946 г. были выпущены первые дома подобной конструкции. Стандартизованная жилая ячейка PREMOS имела различные модификации — например, ячейка #7, общей площадью 55 м², располагала гостиной, кухней/столовой, одной спальней и туалетом. Стоимость такого дома, включая оборудование, в 1949 г. составляла около 1000 долларов США. Эти сборные деревянные дома использовались не только как жилье, один из них, к примеру, нашёл применение в качестве клуба для американских солдат в оккупированном Тоттори, другой — как кофейная на Гиндзе. 
С экономическим оживлением начала 50-х годов у Маэкавы появились первые по-настоящему крупные заказы. Здание Сого-банка (en: Nippon Sogo Bank), возведённое в Токио в 1952 г., стало первым примером модернистской архитектуры в послевоенной Японии, а его конструкция из стальных рам и готовых навесных панелей явилась настоящим прорывом в строительной технологии.
Другим примером послевоенной классики модернизма стал комплекс концертного зала и библиотеки в Йокогаме (Kanagawa Prefectural Library and Music Hall, Yokohama, Kanagawa), построенный в 1954 г. Пластика этого сооружения — в мощных, контрастных сочетаниях форм и в своеобразной фактуре обнажённого бетона конструкций. В этом комплексе, несмотря на весь его модернистский облик, явственно ощущается национальный дух: конструктивная система здания вызывает в памяти мощные деревянные конструкции древних японских храмов. Это качество — соединение супермодернистской формы с глубинной национальной традицией — стало позже характерной чертой стиля Маэкавы.

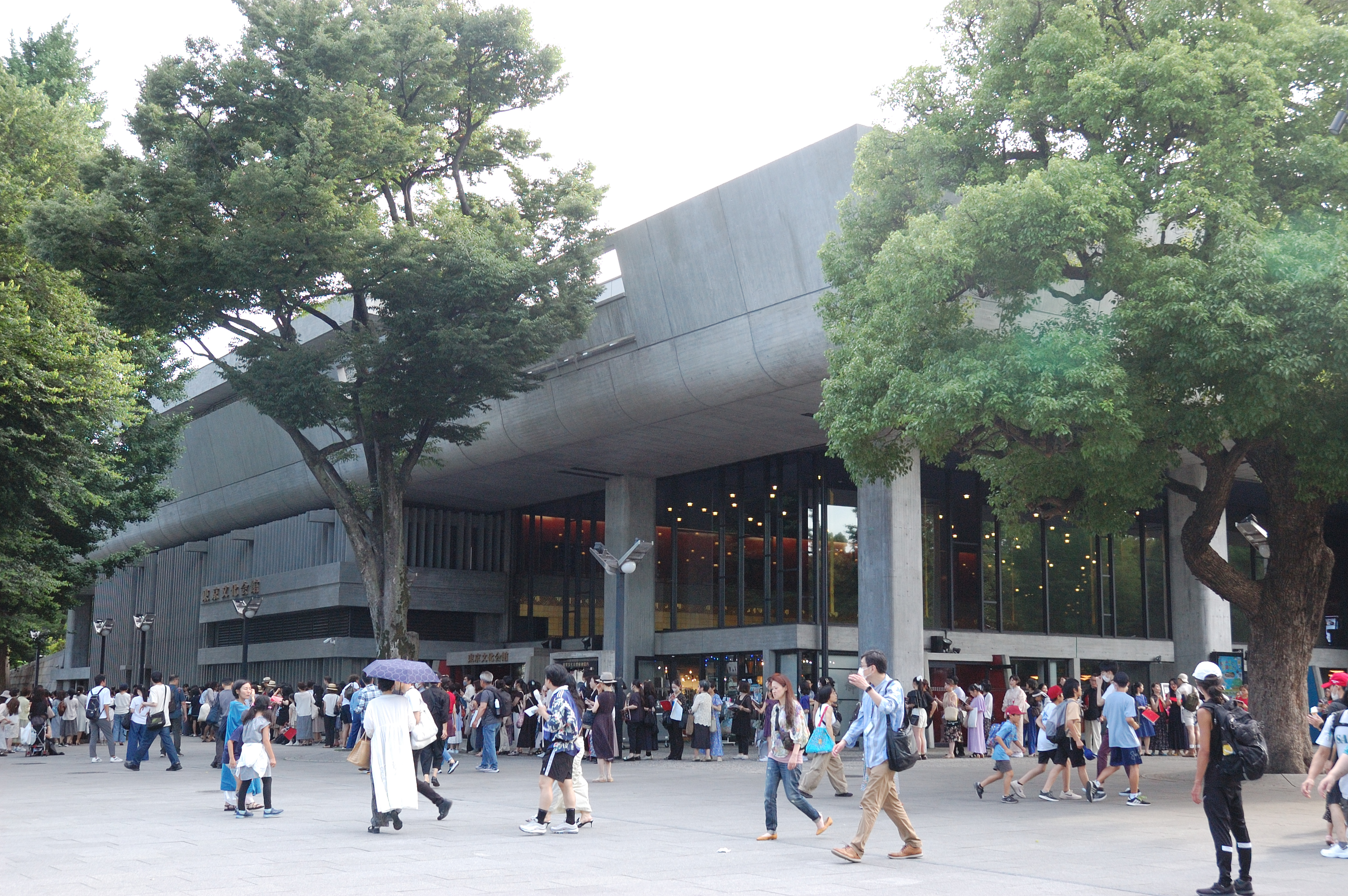
Метрополитен Фестиваль-Холл в Токио. 1961

Среди известных его работ послевоенного периода — 10-этажный жилой блок Харуми-апартментс (Harumi Flats apartment) в Токио (1956-59), японский аналог Марсельской жилой единицы Ле Корбюзье. Вызывающе авангардистский снаружи и с традиционными японскими интерьерами внутри, он возведён в Токийском заливе, на платформе искусственно намытых грунтов. Квартиры расположены вдоль открытых горизонтальных галерей. Предусмотрены три типа квартир, для разного состава семей. Также созданы условия для естественной вентиляции и освещения квартир. Прямо перед зданием разбит небольшой сквер. Могучая конструкция из стали и бетона, открыто выявленная на фасадах, — гарантия устойчивости постройки во время землетрясений. Харуми-апартментс — одно из первых многоэтажных жилых зданий, построенных в Токио в конце 50-х гг.

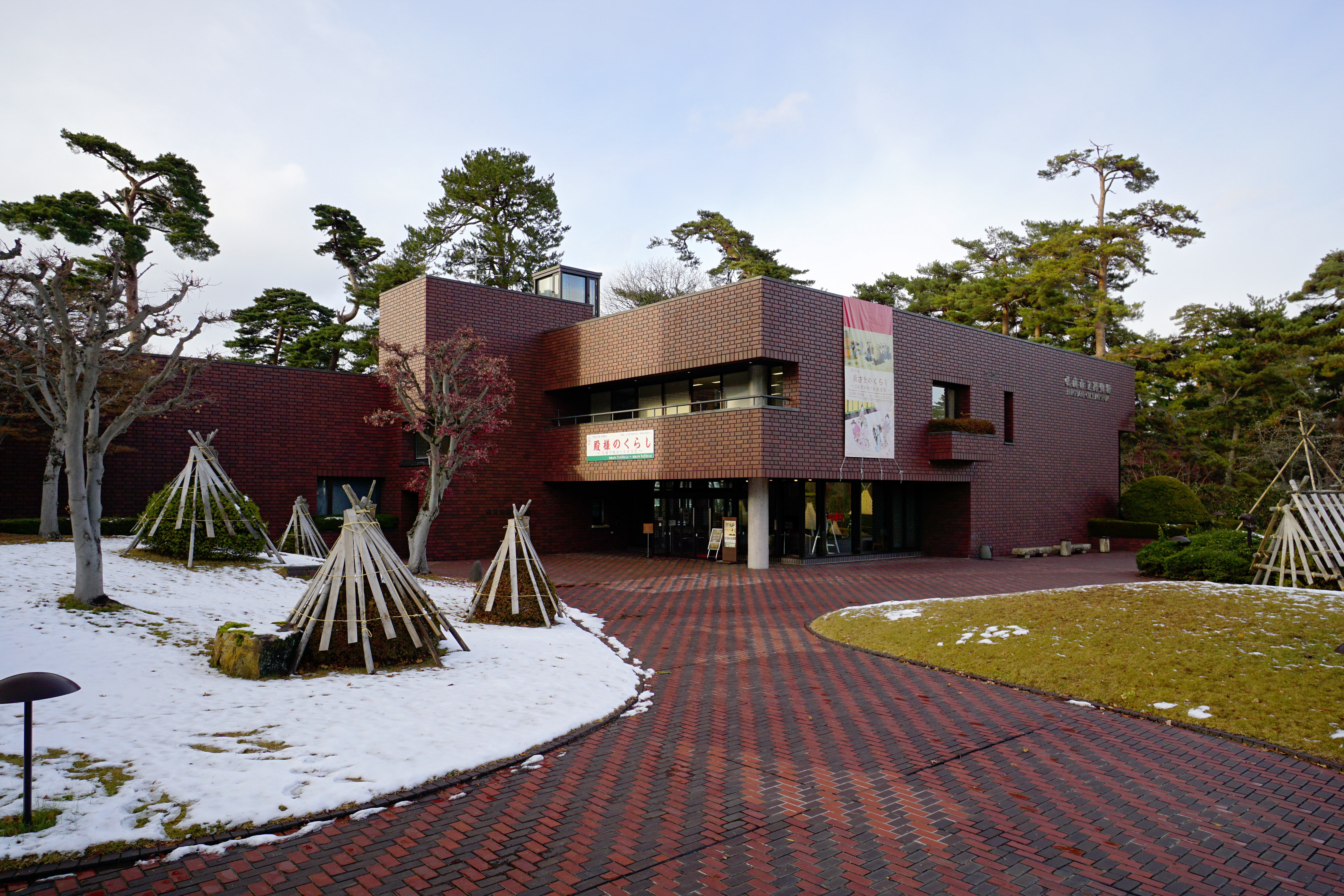
Музей в Хиросаки, преф. Аомори, 1977

В годы японского строительного бума (50— 60-х гг.) Маэкава осуществил немало престижных проектов. Большинство из них это общественные здания культурного назначения — музеи, библиотеки, филармонические центры. Например, кампус университета Гакусюин (Gakushuin University, 1960) в Токио, здание администрации и общественный центр района Сэтагая в Токио (Setagaya Community Centre and Town Hall, 1960), здание Художественного музея преф. Окаяма (1963), здание культурно-филармонического центра преф. Сайтама, г. Урава (Community Centre of the Saitama District, Urawa, 1963-66), и многие другие.

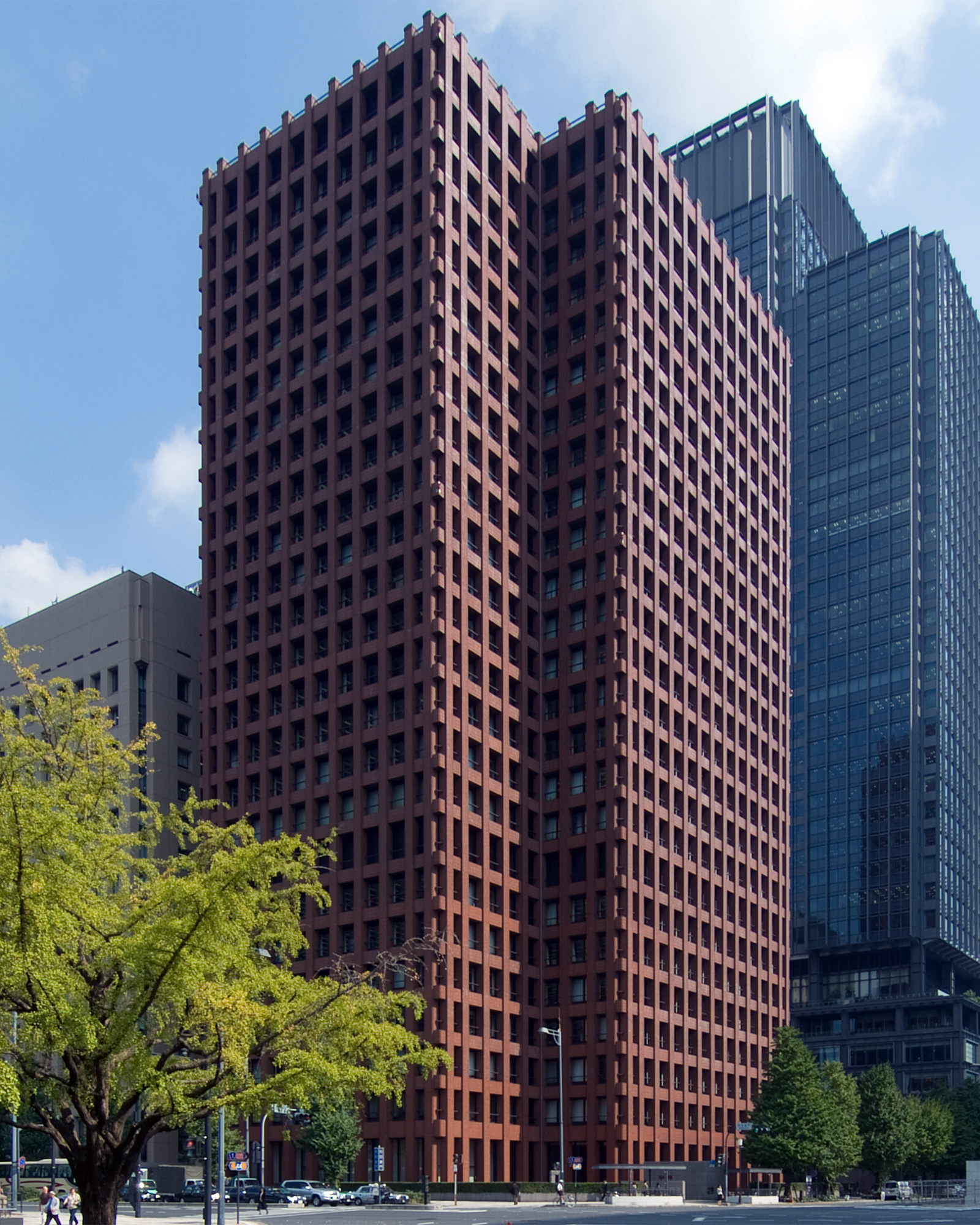
Небоскреб Токио-Мэрин. 1973

Наиболее знаменитая постройка Маэкавы это, вероятно, комплекс Метрополитен Фестиваль-Холла (Tokyo Metropolitan Festival Hall), возведённый в 1961 г. в центре Токио. Это здание многофункционального назначения, в нём объединены концертные залы, залы для конференций, рестораны и пр. Монументальное сооружение, снаружи напоминающее невероятных размеров классический храм-периптер, выполнено в технике пластичного бетона и отличается своей скульптурной мощью и пространственной выразительностью. В его архитектурном облике нашли отражение как современные веяния (например, темы Ле Корбюзье), так и традиции национального японского зодчества (minka).
Немало зданий Маэкава возвёл и за пределами Японии. Он принимал участие в проектировании павильона Японии для Международной выставки в Брюсселе в 1958 году, проектировал японский павильон для Нью-Йоркской выставки 1965 года. В 1977 году по его проекту возведён Художественный музей в Кёльне — сравнительно небольшая, но по своему элегантная парковая постройка в природном окружении района Нойштадт-Зюд.
Среди построек Маэкавы начала 80-х годов — концертный зал и театр преф. Кумамото (Kumamoto Prefectural Concert Hall and Theater, 1982); концертный зал музыкального колледжа Кунитати (Kunitachi College of Music Concert Hall, 1983); муниципальный музей преф. Ниигата (Niigata Municipal museum, 1985), и др.
Кунио Маэкава продолжал свой плодотворный труд архитектора до конца жизни, удостоился многих престижных наград. Оказал влияние на несколько поколений архитекторов, в том числе на Кэндзо Тангэ, который был его учеником и некоторое время работал в его мастерской. Наряду с Того Мурано, Юндзо Сакакурой, Нориаки Курокавой, Кэндзо Тангэ — Маэкава один из архитекторов, создавших национальную японскую школу современной архитектуры, которая в 50-60-х годах явилась для всех открытием и заставила говорить о себе.
Скончался Маэкава 27 июня 1986 года в Токио.

## Основные постройки

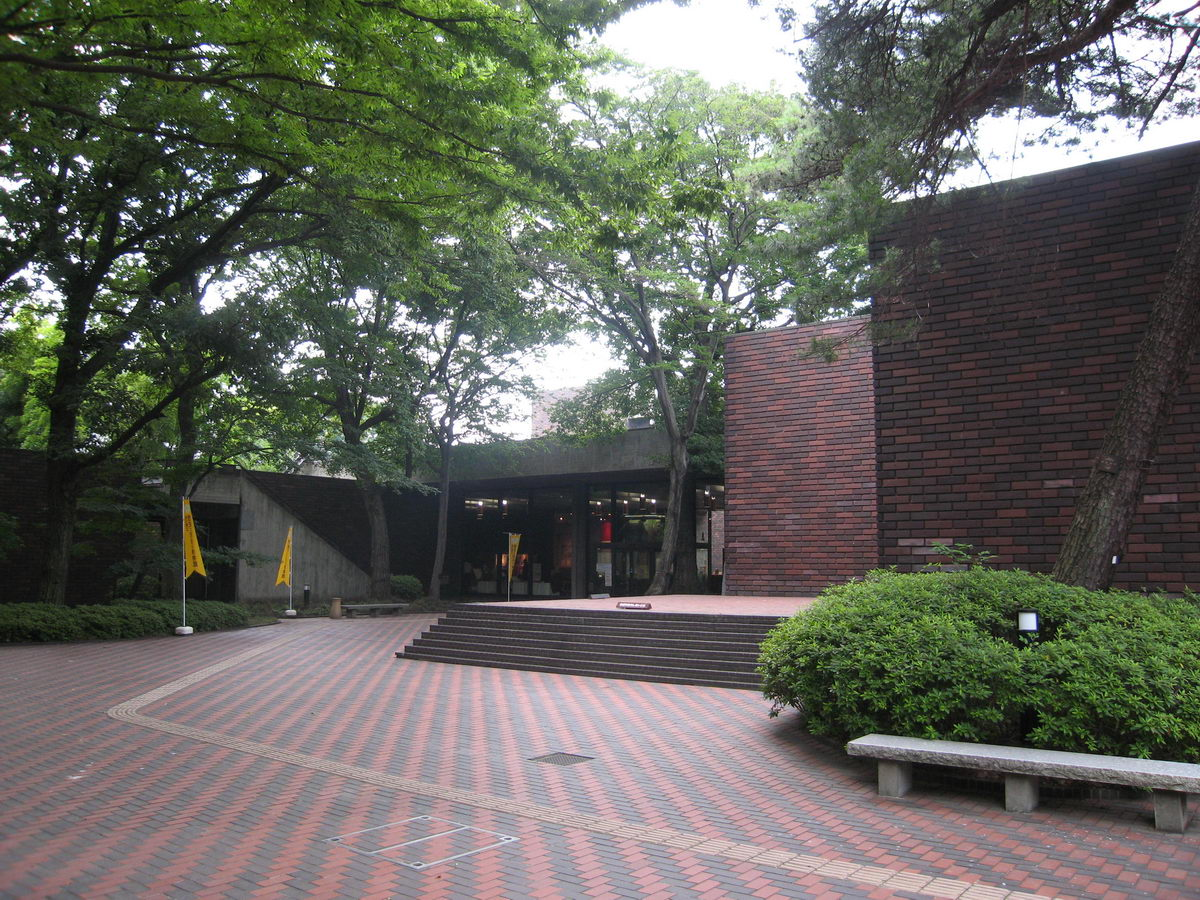
Музей истории и фольклора префектуры Сайтама. 1971

- 1932 Исследовательский центр Кимура (Kimura Industrial Laboratory, Hirosaki, Aomori)
- 1942 дом Кунио Маэкавы (перенесён в Токио, парк Уэно)
- 1952 Ниппон-Сого Банк (Nippon Sogo Bank), Токио
- 1954 концертный зал и библиотека преф. Канагава, Йокогама (Kanagawa Prefectural Library and Music Hall, Yokohama, Kanagawa)
- 1955 The International House of Japan, Tokyo (совместно с Junzo Sakakura and Junzo Yoshimura)
- 1956 Центр образования преф. Фукусима (Fukushima Education Center, Fukushima)
- 1959 жилой блок Харуми-апартментс (Harumi Flats apartment), Токио
- 1960 здание администрации и общественный центр р-на Сэтагая, Токио (Setagaya Community Centre and Town Hall)
- 1960 кампус университета Гакусюин, Токио
- 1960 филармонический зал в Киото (Kyoto Kaikan, Kyoto)
- 1961 Метрополитен Фестиваль-Холл в Токио, Уэно (Tokyo Bunka Kaikan, Ueno, Tokyo)
- 1962-63 Художественный музей преф. Окаяма (сейчас — Hayashibara Museum of Arts, Okajama)
- 1963-66 общественный центр преф. Сайтама, Урава (Community Centre of the Saitama District, Urawa)
- 1971 музей Естественной истории преф. Сайтама
- 1972 Музей Тоттори, Тоттори
- 1973 небоскрёб головного офиса Tokyo Marine Ins. Co., Токио
- 1975 музей Метрополитен Арт, Токио (The Tokyo Metropolitan Art Museum)
- 1976 художественный музей префектуры Кумамото
- 1979 новое крыло музея современного западного искусства в Токио (The National Museum of Western Art, Tokyo)
- 1982 Театр Префектуры Кумамото, г.Кумамото